# Рушан (имя)
Руша́н — мужское личное имя.

## История имени
Имя Рушан, значение которого в переводе на русский язык можно передать как «чистый, светлый, лучезарный». Имена с аналогичными толкованиями издревле существуют во многих культурах: нарекая младенца подобным образом, родичи считали, что имя подарит долгожданному продолжателю рода красоту и привлекательность, всяческие таланты и общественное признание.
Сравнительно редкое имя. В настоящее время распространено в России (Татарстан, Башкортостан), Грузии, Казахстане и т. д. Кроме того, в связи с популярностью в современном мире имени Рушан, так называют детей в Америке, Португалии, Великобритании, Франции.